# 倉橋節也
倉橋 節也（くらはし せつや）は、日本の経営学者、知能情報学者。筑波大学大学院教授。主な研究分野は、シミュレーション経営学・経営情報学・感染症研究など。
1978年東京都立大泉高等学校卒業、民間企業勤務の傍ら、1995年、放送大学教養学部産業と技術専攻卒業。筑波大学大学院経営・政策科学研究科経営システム科学修士課程を経て、2002年、筑波大学大学院経営・政策科学研究科企業科学専攻修了 博士(システムズ・マネジメント)。2006年、筑波大学大学院助教授、筑波大学大学院教授、2024年筑波大学大学院客員教授、日本国際学園大学教授。

研究分野
- 社会シミュレーション
  - 感染症モデル（エボラ出血熱、ジカ熱、風疹、新型コロナ...）
    - 2020-2024 内閣官房COVID-19 AI&シミュレーションプロジェクトメンバー

  - 都市モデル（コンパクトシティ、施設配置、交通政策...）
  - 知識伝達モデル（東アジア族譜分析、知識構造分析、協調学習...）
- シミュレーション経営学
  - 人工市場（電力、両面性/プラットフォーム、共有経済、金融/システミックリスク...）
  - 人工組織（リーダーシップ、ダイバーシティ、組織デザイン＆ネットワーク...）
  - ビジネスゲーム（店舗経営ゲーム、国際協調ゲーム、電力市場ゲーム、M&Aゲーム...）
- 経営知能情報学
  - 知識発見（異常発見、熟練技能抽出、情報推薦...）
  - 経営分析（費用構造分析、監査リスク、資金融資分析...）
- 人工知能研究
  - 複雑適応システム
  - 進化的最適化
  - 逆シミュレーション
  - エージェント強化学習